# Aerogrammus
Aerogrammus is een kevergeslacht uit de familie van de boktorren (Cerambycidae). De wetenschappelijke naam van het geslacht werd voor het eerst geldig gepubliceerd in 1875 door Bates.

## Soorten
Aerogrammus is monotypisch en omvat slechts de volgende soort:
- Aerogrammus procerus (Pascoe, 1866)